# Jentinkdykare
Jentinkdykare (Cephalophus jentinki) är en ganska stor dykarantilop som man hittar i södra Liberia och på spridda ställen i Sierra Leone. Arten är namngiven efter den nederländska zoologen Fredericus Anna Jentink.
Jentinkdykaren har en mankhöjd på ungefär 80 centimeter och kan väga runt 70 kilogram, vilket gör den till en av de större dykarantiloperna. Kroppslängden (huvud och bål) varierar mellan 130 och 150 cm och svanslängden mellan 12 och 16 cm. Från skuldrorna och bakåt är dykaren grå och från skuldrorna och framåt är den svart. Den har ett vitt band mellan de två färgerna som går ner över skuldrorna och fortsätter under magen, som också är vit. Jentinkdykaren har två långa smala horn med en liten böj på spetsen. Hornen kan bli mellan 14 och 21 centimeter långa.
Jentinkdykaren är ett nattlevande djur som livnär sig på frukt, blommor, skott, rötter, kakaobönor och mango. Jentinks dykare antas vara ett revirhävdande djur som försvarar sitt revir mot inkräktare. Den lever vanligen ensam men även par dokumenteras.
Man tror att det finns ungefär 3 500 Jentinkdykare kvar i världen och de är hotade på grund av att deras levnadsmiljö förändras vid skogsavverkningar.